# Мирзо Ризо (джамоат)
Джамоат Мирзо Ризо (тадж. Ҷамоати деҳоти Мирзо Ризо) — административная единица, сельская община (джамоат) в Гиссарском районе Таджикистана, которая является районом республиканского подчинения. 

## Инфраструктура
На территории общины имеется 7 средних школ, 4 общих школ, 1 начальная школа, 9 библиотек, в том числе личные библиотеки С. Хайдарова и А. Подабонова, 4 спортивных зала, 6 спортивных площадок, районная больница №1, 2 поликлиники, 4 медицинских пункта, 4 аптеки, 70 магазинов, мастерская по ремонту обуви, 6 парикмахерских, 10 пекарен, 8 кухонь, 1 кирпичный завод и 8 водяных и электрических мельниц. 

## Население
В сельской общине Мирзо Ризо проживает 25 434 человек в 5 898 домашних хозяйствах (2015 год).

## География
Община расположена на обочине автодороги Душанбе-Турсунзаде, в самом центре Гиссарской долины, его центром является село Дехи-Нав, расположенный в 11 км от центра Гиссарского района. Граничит с запада с общиной Чуст Шахринавского района, с востока с общиной Навобод Гиссарского района, с севера с Гиссарским хребтом, с юга с общиной Мирзо Турсунзода Гиссарского района. 
Общая земельная площадь общины составляет 20543,33 га, из которых 1199,28 га — пашня, 936,016 га — водные угодья, 112 га — пастбища. На территории общины 8 общинных ферм и 120 мелких фермерских хозяйств. 
Земли орошаются главным образом водами Большого Гиссарского канала.
Села джамоата: Дехи-Нав, Джалолобод, Сурхакчашма, Ноджи (также Ноджии-Поён), Чукурак, Хосилот (бывший Большевик), Хокистартеппа, Бурёбоф, Туда, Тудаи-Боло, Хочилдиёри-Боло, Сурхакчашмаи-Боло, Ноджии-Боло, Хочилдиёр (также Хочилдиёри-Поён), Нуробод.

## История
Община была образована в 1932 году под названием кишлачный совет Ноджи. В 1936 году кишлачный совет Ноджи был объединен с кишлачным советом Навобод. В 1955 году кишлачный совет Навобод был переименован в честь Мирзо Ризо. В 1957 году он был выделен из Навабадского сельсовета и вошел в состав Карамкульского сельсовета (сейчас им. Мирзо Турсунзаде). В 1964 году села сельсовета были отделены из сельсовета Кармакуль (Мирзо Турсунзаде), а ее центр перенесен в село Туда.